# Гармати острова Наварон (фільм)
«Гармати острова Наварон» (англ. The Guns of Navarone) — британо-американський пригодницький воєнний фільм 1961 року режисера Джона Лі Томпсона на основі однойменного роману 1957 року британського письменника Алістера Макліна, написаного під враженням від битви на острові Лерос під час Другої світової війни.

## Сюжет
У 1943 році країни осі Рим-Берлін-Токіо захопили Егейське море, що унеможливило евакуацію двох тисяч британських солдатів та цивільних жителів з окупованого німцями острова Лерос. Протока острова Наварон стала єдиною морською дорогою їх евакуації, однак вона перебувала під вогнем двох гігантських гармат, встановлених у неприступній фортеці на півночі острова.
Єдиним способом знищити ці гармати, було рішення командування союзників відправити з диверсійною місією ударну групу командос, яка складалася з англійських та грецьких солдатів. Допомогу групі на острові повинні були надавати місцеві сили грецького опору. Оскільки острів посилено охоронявся, то потрапити на нього можна було тільки по прямовисних скелях, які можуть подолати тільки досвідчені альпіністи. Група командос під командуванням майора Франкліна і капітана Мелорі на невеликому рибацькому кораблику під час бурі зазнала аварії під неприступними скелями. Чи вдасться їм виконати завдання?

## Ролі виконують
- Грегорі Пек — капітан Кіс Мелорі
- Дейвід Нівен — капітан Міллер
- Ентоні Квінн — полковник Андреа Ставро
- Стенлі Бейкер[en] — рядовий «м'ясник» Браун
- Ентоні Квейл[en] — майор Франклін
- Джеймс Дарен[en] — рядовий Спірос Паппадімос
- Ірині Паппа — Марія Паппадімос
- Джія Скала[en] — Анна
- Джеймс Робертсон Джастис[en] — Дженсен
- Річард Гарріс — Барнсбі, командир ескадрильї Королівських австралійський ВПС
- Брайан Форбс[en] — Кон
- Вальтер Готелл — М'юзель

## Навколо фільму
- Насправді острів Наварон є видуманим.
- Для сцени, де спецназівці видряпуються на майже вертикальні скелі, на підлозі студії був зроблений їх макет так, що актори фактично перелізали по горизонтальній поверхні, а потім зображення було повернене так, щоб скали здавалися вертикальними.
- Для участі у зйомках фільму грецька армія надала 12 есмінців і понад 1000 піхотинців. Фільм мав бюджет 6 млн доларів, і на той час, це був один з найдорожчих фільмів.

## Нагороди
- 1962 Премія «Оскар» Академії кінематографічних мистецтв і наук:
  - за найкращі візуальні ефекти — Білл Ворінгтон
  - за найкращий звуковий монтаж — Кріс Грінем
- 1962 Премія «Золотий глобус» Голлівудської асоціації іноземної преси:
  - Премія «Золотий глобус» за найкращий фільм — драма — Джон Лі Томпсон
  - за оригінальну музику — Дмитро Тьомкін